# Solenopsis macdonaghi
Solenopsis macdonaghi är en myrart som beskrevs av Santschi 1916. Solenopsis macdonaghi ingår i släktet eldmyror, och familjen myror. Inga underarter finns listade i Catalogue of Life.

## Bildgalleri

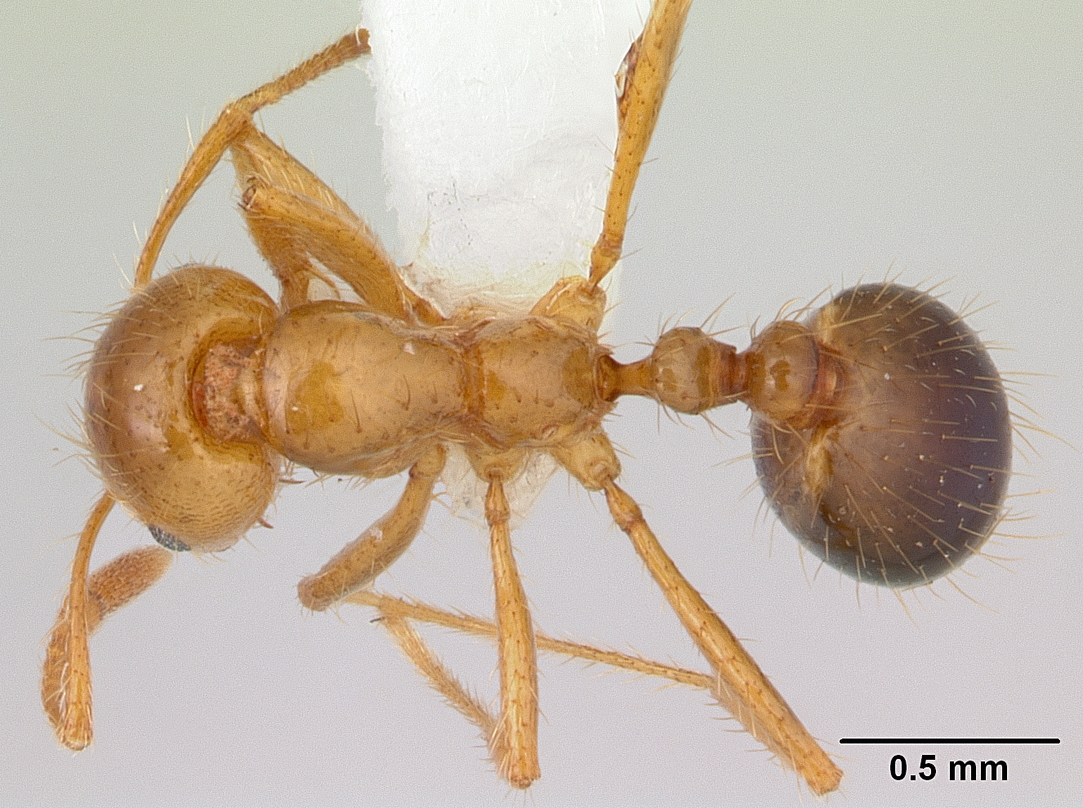
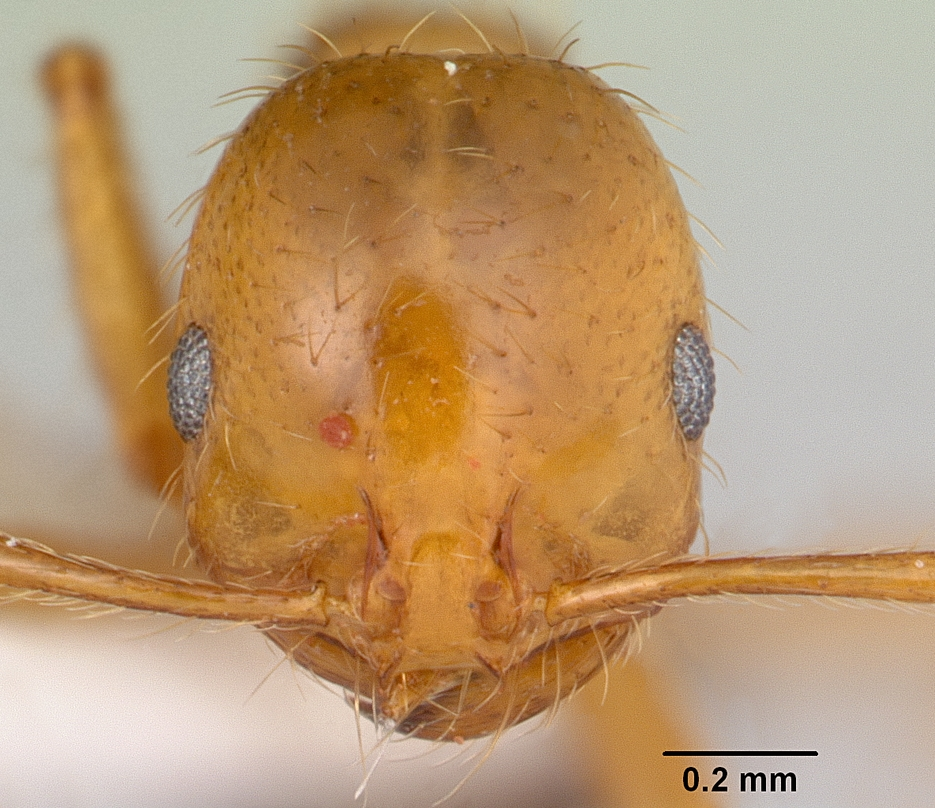
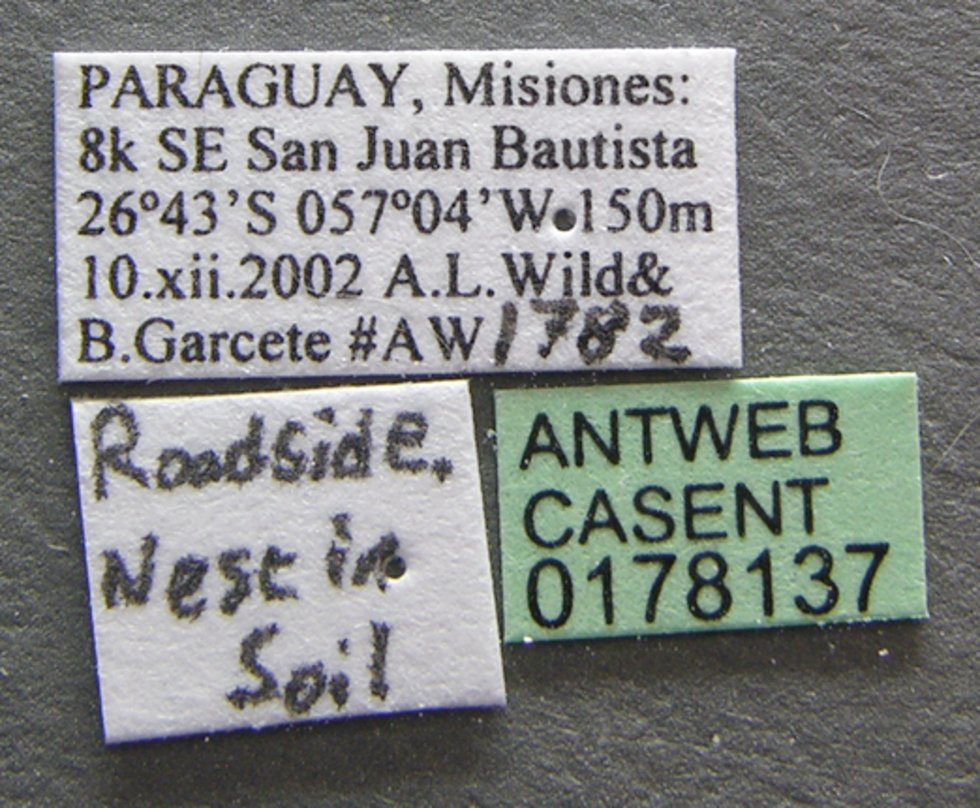
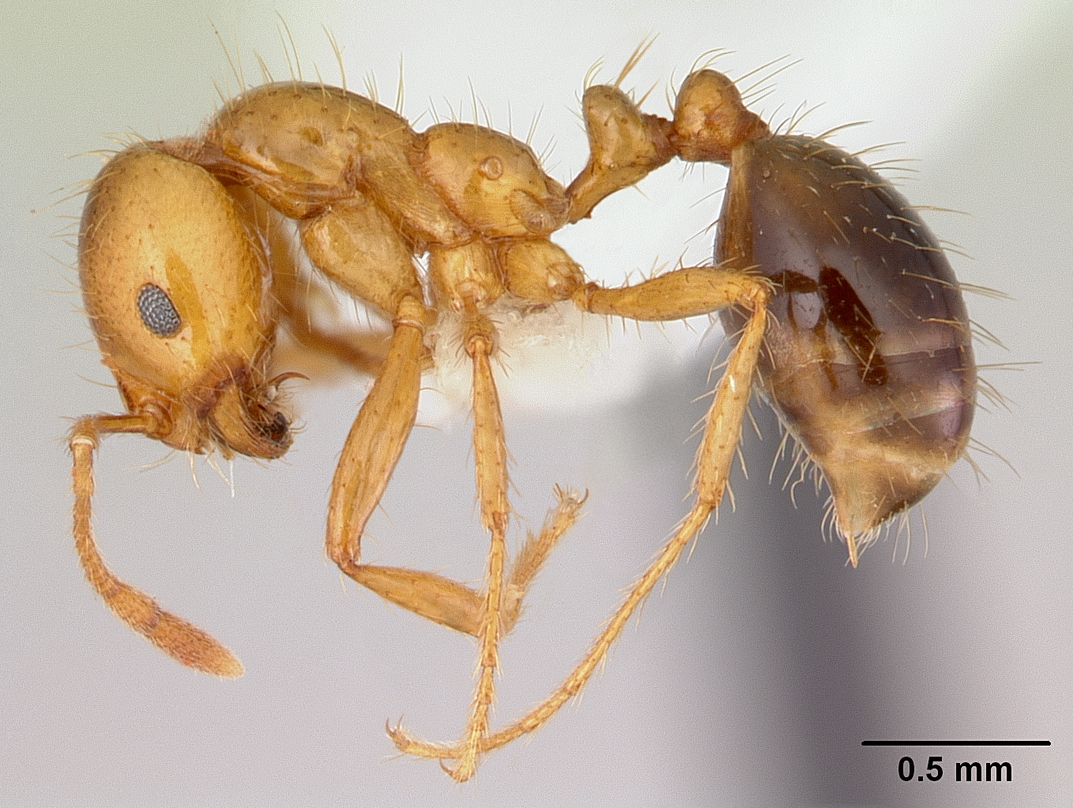
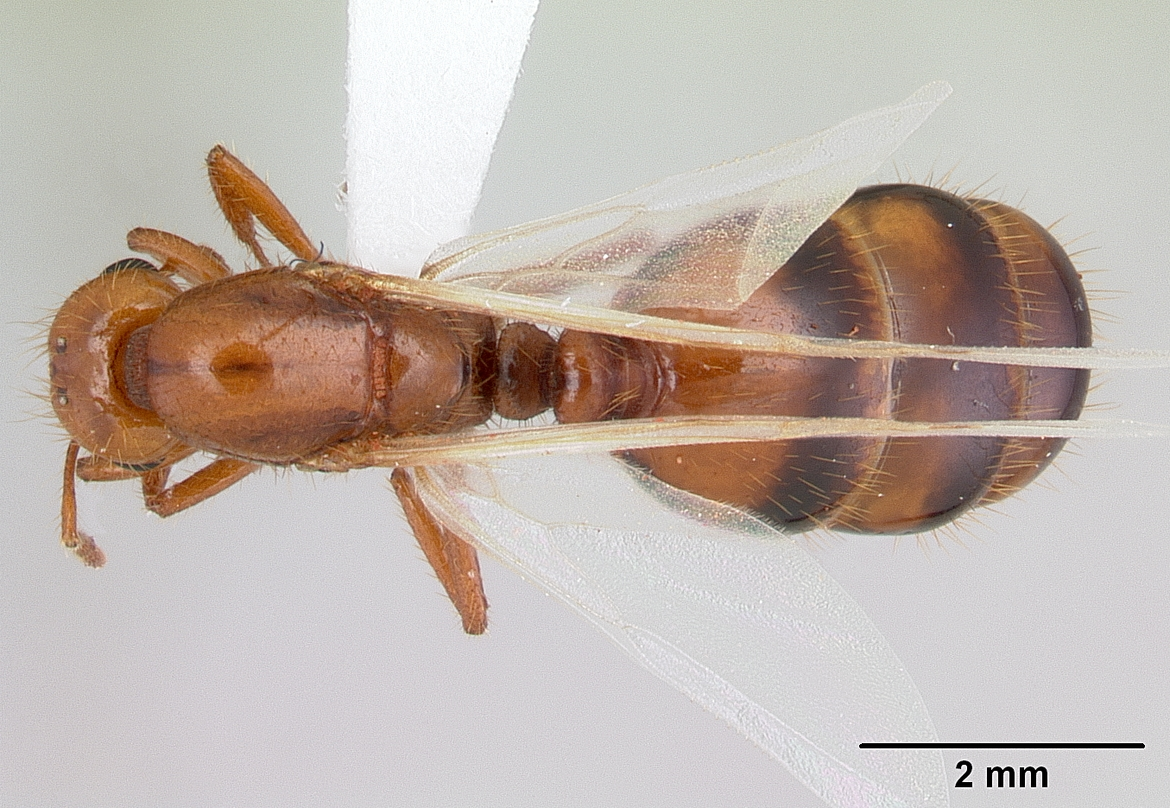
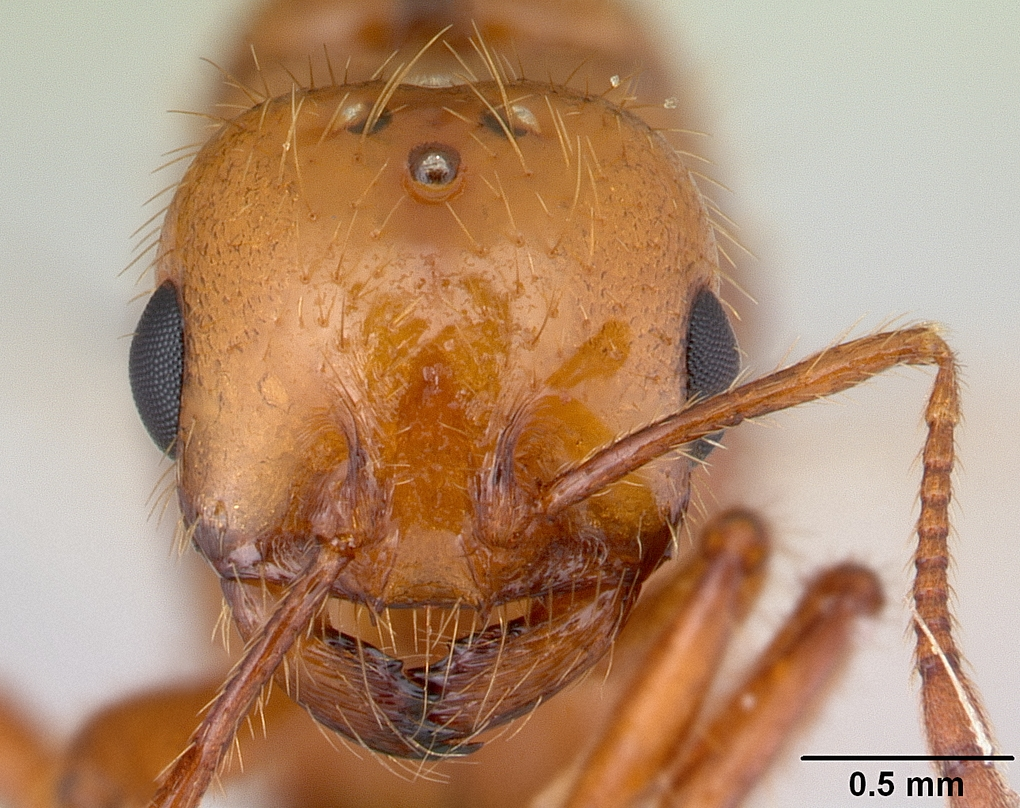